# Filip II szczeciński
Filip II, zwany Pobożnym (łac. Pius, Religiosus) (ur. 28 lipca 1573 we Franzburgu, zm. 3 lutego 1618 w Szczecinie) – od 1606 książę szczeciński, syn Bogusława XIII z dynastii Gryfitów.

## Życie i panowanie

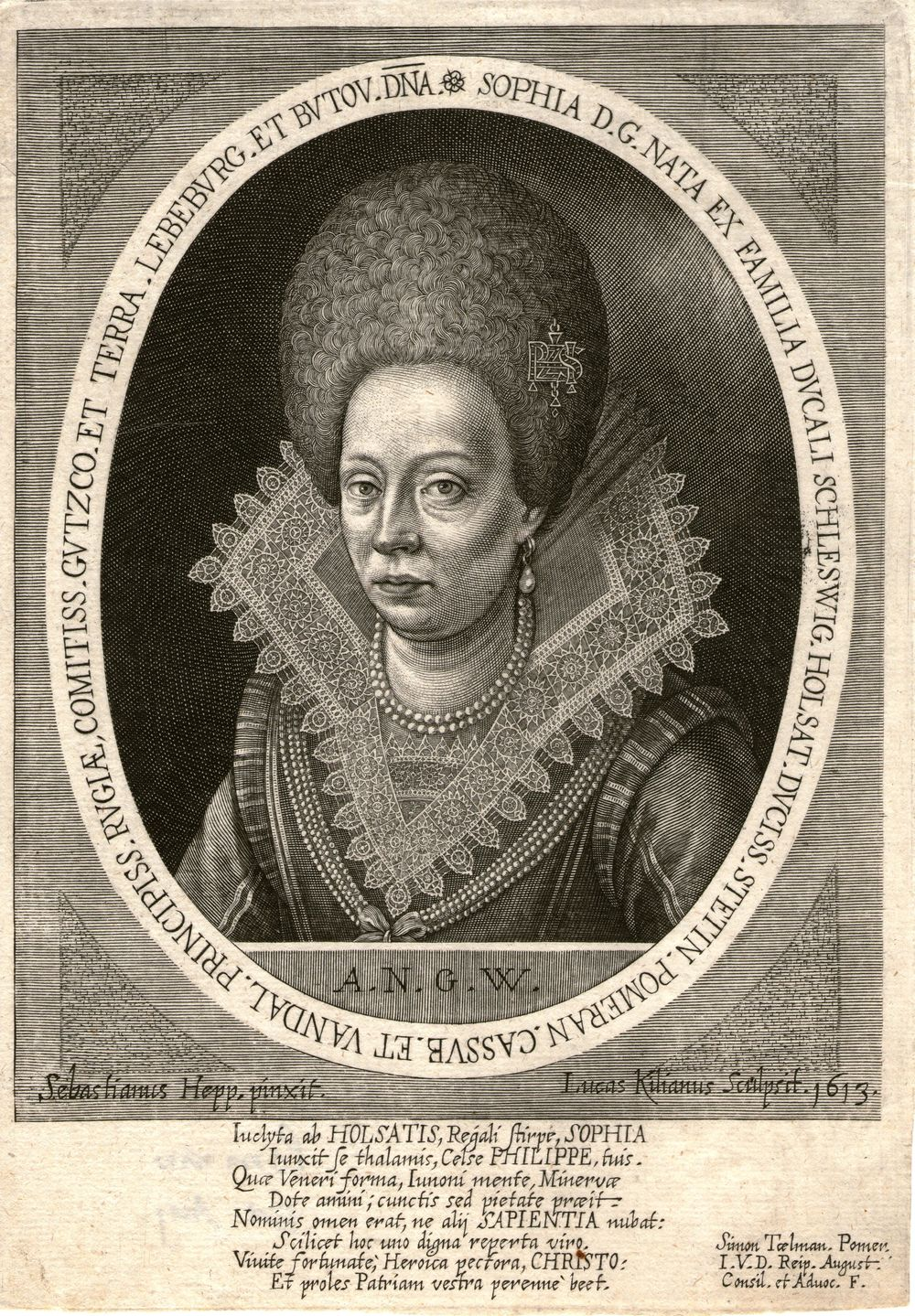
Zofia Schleswig-Holstein, żona Filipa II

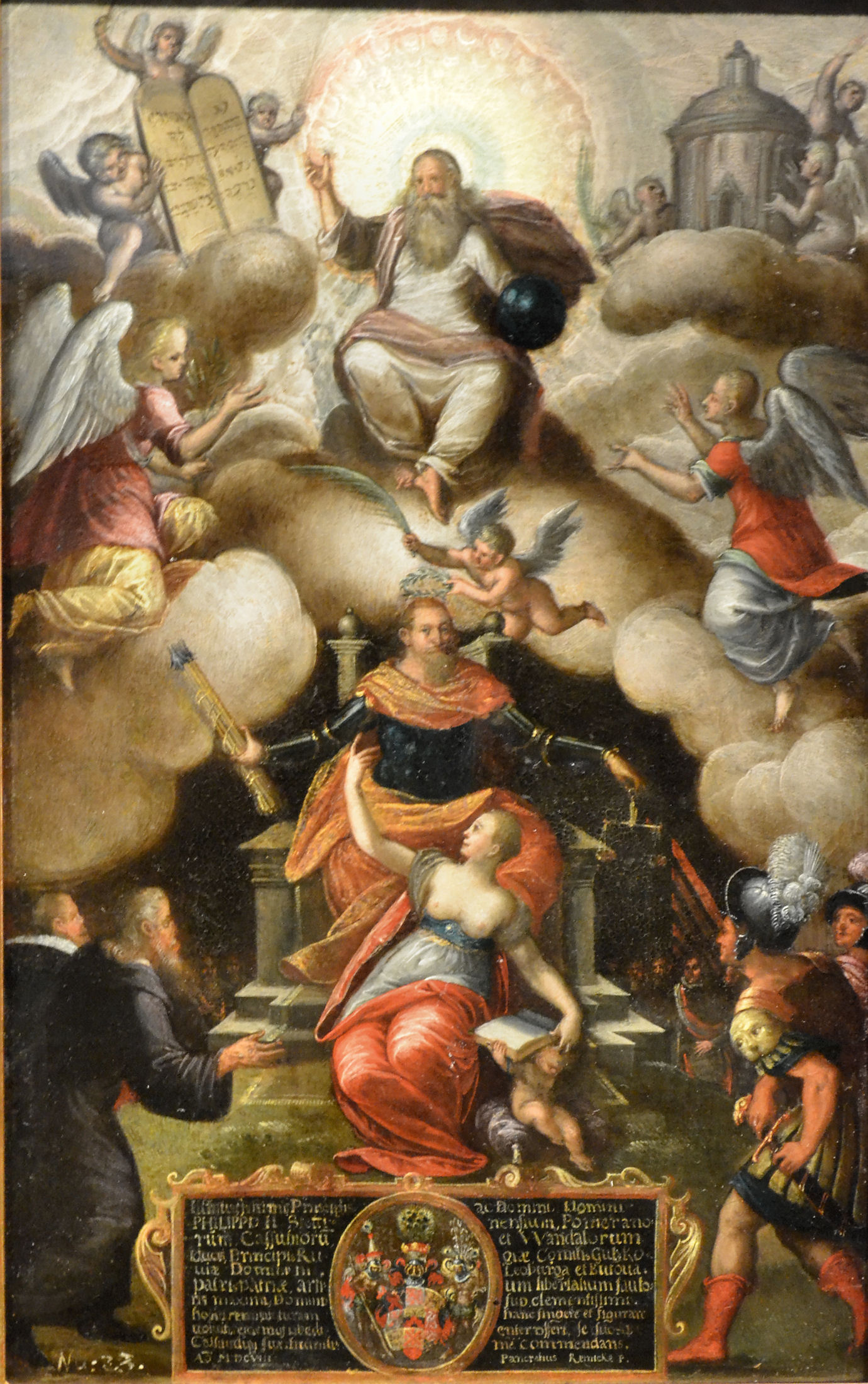
Apoteoza księcia Filipa II (Pancratius Reinicke, 1608 r.)

Najstarsze dziecko ówczesnego księcia pomorskiego Bogusława XIII i jego pierwszej żony Klary, księżniczki brunszwickiej. Studiował w Rostocku, a następnie odbył dwuletnią podróż po krajach Europy. Szczególnie zafascynowała go Florencja. Autor kilku teologicznych rozpraw naukowych, także m.in. z dziedziny sztuki.  
Od 1601 toczyły się rokowania o rękę przyszłej małżonki – księżniczki Zofii, córki Jana Starszego, księcia szlezwicko-holstyńskiego na Sonderburgu i Elżbiety brunszwickiej z Grubenhagen. Po zaręczynach, które miały miejsce w Bardzie 26 czerwca 1604, na ślub, który odbył się w Szczecinie, przyszło czekać aż do 10 marca 1607. 
W międzyczasie, w 1606, po śmierci ojca Filip objął we władanie Księstwo Szczecińskie. Był powszechnie znanym i szanowanym mecenasem kultury oraz kolekcjonerem dzieł sztuki. Na jego zlecenie powstała m.in. Wielka Mapa Księstwa Pomorskiego Eilhardusa Lubinusa (1610–1618), srebrne plakiety ołtarza darłowskiego i Kabinet Pomorski. Przeprowadził dalszą rozbudowę zamku szczecińskiego. Rozpoczął budowę powstałego w latach 1616–1619 piątego skrzydła zamku. 
Choroba, na którą zapadł w styczniu 1618 spowodowała jego śmierć 3 lutego tegoż roku. Spoczął w kościele zamkowym św. Ottona w Szczecinie 18 marca 1618. Z małżeństwa z Zofią książę nie doczekał się potomstwa, stąd jego następcą na stolcu książęcym został młodszy brat, Franciszek.

## Genealogia
| Filip I wołogoski ur. 14/15 VII 1515 zm. 14 II 1560 | Filip I wołogoski ur. 14/15 VII 1515 zm. 14 II 1560 |                                              |                                              | Maria saska ur. 15 XII 1516 zm. w okr. 5–7 I 1583 | Maria saska ur. 15 XII 1516 zm. w okr. 5–7 I 1583 |  |  | Franciszek ur. ? zm. ? | Franciszek ur. ? zm. ? |                                  |                                  | Klara ur. ? zm. ? | Klara ur. ? zm. ? |
|                                                     |                                                     |                                              |                                              |                                                   |                                                   |  |  |                        |                        |                                  |                                  |                   |                   |
|                                                     |                                                     |                                              |                                              |                                                   |                                                   |  |  |                        |                        |                                  |                                  |                   |                   |
|                                                     |                                                     | Bogusław XIII ur. 9 VIII 1544 zm. 7 III 1606 | Bogusław XIII ur. 9 VIII 1544 zm. 7 III 1606 |                                                   |                                                   |  |  |                        |                        | Klara ur. 1 I 1550 zm. 26 I 1598 | Klara ur. 1 I 1550 zm. 26 I 1598 |                   |                   |
|                                                     |                                                     |                                              |                                              |                                                   |                                                   |  |  |                        |                        |                                  |                                  |                   |                   |
|                                                     |                                                     |                                              |                                              |                                                   |                                                   |  |  |                        |                        |                                  |                                  |                   |                   |
|                                                     |                                                     |                                              |                                              |                                                   |                                                   |  |  |                        |                        |                                  |                                  |                   |                   |

|  |  |  |  | Filip II szczeciński (ur. 28 VII 1573, zm. 3 II 1618) |

### Opracowania
- Kazimierz Kozłowski, Jerzy Podralski, Gryfici. Książęta Pomorza Zachodniego, Szczecin: Krajowa Agencja Wydawnicza, 1985, ISBN 83-03-00530-8, OCLC 189424372. Brak numerów stron w książce
- Edward Rymar, Rodowód książąt pomorskich, Szczecin: Książnica Pomorska im. Stanisława Staszica, 2005, ISBN 83-87879-50-9, OCLC 69296056. Brak numerów stron w książce

### Literatura dodatkowa (online)
- Madsen U., Philipp II. (niem.), [dostęp 2012-03-30].
- Pyl T., Philipp II., Herzog von Pommern-Stettin (niem.), [w:] NDB, ADB Deutsche Biographie (niem.), [dostęp 2012-03-30].